# 美浜町図書館
美浜町図書館（みはまちょうとしょかん）は、愛知県知多郡美浜町の公共図書館である。
2015年度末時点の蔵書数は150,903冊、2015年度の貸出数は195,091冊である。2015年度の1人あたり蔵書点数は6.7点（愛知県平均は2.9点）、1人あたり貸出冊数は8.6点（愛知県平均は6.1点）、1人あたり資料購入費は353円（愛知県平均は204円）であり、いずれも愛知県平均を大幅に上回っている。

## 歴史

### 戦前
1923年（大正12年）には知多郡野間村（現在の美浜町南西部）に野間村立奥田図書館が開館した。明治末期から大正時代には多くの地域に図書館が開館しているが、その多くは町立図書館であり、野間村立奥田図書館は知多郡域で初めて開館した村立図書館だった。

### 開館前
1999年（平成11年）時点では町内の5つの公民館で計約2,000冊の図書を所蔵していた。少年時代を美浜町で過ごした医師の皿井進（大同病院・だいどうクリニック院長）から「美浜町の子どもたちの役に立ててほしい」として寄付を受け、美浜町は図書館と生涯学習センターの複合施設の建設を計画した。1998年（平成10年）11月に美浜町生涯学習基本構想が策定され、設計コンペによって名古屋市の国分設計を設計者に選出。1999年9月に図書館と生涯学習センターを併設する複合施設の基本設計を終え、2000年（平成12年）から三井建設・河和建設共同企業体(JV)によって建物が建設された。
幅広い心と教養を育んでもらいたいという気持ちから、武道家の藤平光一によって心育館（しんいくかん）と命名された。心育館の正面玄関前には藤平光一が揮毫した石碑が建立され、彫刻家の西川吉彦（美浜緑苑在住）が製作したモニュメントが設置された。2001年（平成13年）10月には施設が完成し、館内の事務所で利用カードの申込受付などを開始した。竣工式にはニール・フック駐日英国総領事が出席し、齋藤宏一美浜町長とともに記念植樹を行った。

### 開館後
2002年（平成14年）4月2日に美浜町図書館が開館した。総工費は約9億4500万円。心育館は鉄骨造一部鉄筋コンクリート造2階建（一部3階建）の建物であり、延床面積は3,108m2、うち図書館部分の床面積は2,218m2である。1階が開館時蔵書数52,151万冊の図書館であり、2階が研修室などの生涯学習センターである。図書の収容能力は開架が10万冊、閉架が6万冊、計16万冊である。
図書館の開館にあたっては、知多半島の歴史や文化に関する資料、知多郡小野浦（現・美浜町）出身の水主であり日本人として初めてイギリスに上陸した音吉に関する資料などを充実させた。図書館は市街地から離れた場所にあるため、開館と同時に市街地と図書館を結ぶコミュニティバスの運行を開始した。開館前後には職員が全国の図書館を視察しており、特に図書館先進地として知られる滋賀県の図書館を参考にして、子どもを対象とした読み聞かせ・腹話術・手品などのイベント、大人を対象とした落語などのイベントを開催している。2003年度（平成15年度）の住民1人あたり貸出点数は9.4点であり、全国平均の5.18点を大きく上回った。愛知県では58自治体中13位であり、知多半島では10.6点の武豊町（武豊町立図書館）と9.6点の半田市（半田市立図書館）に次いで3位だった。

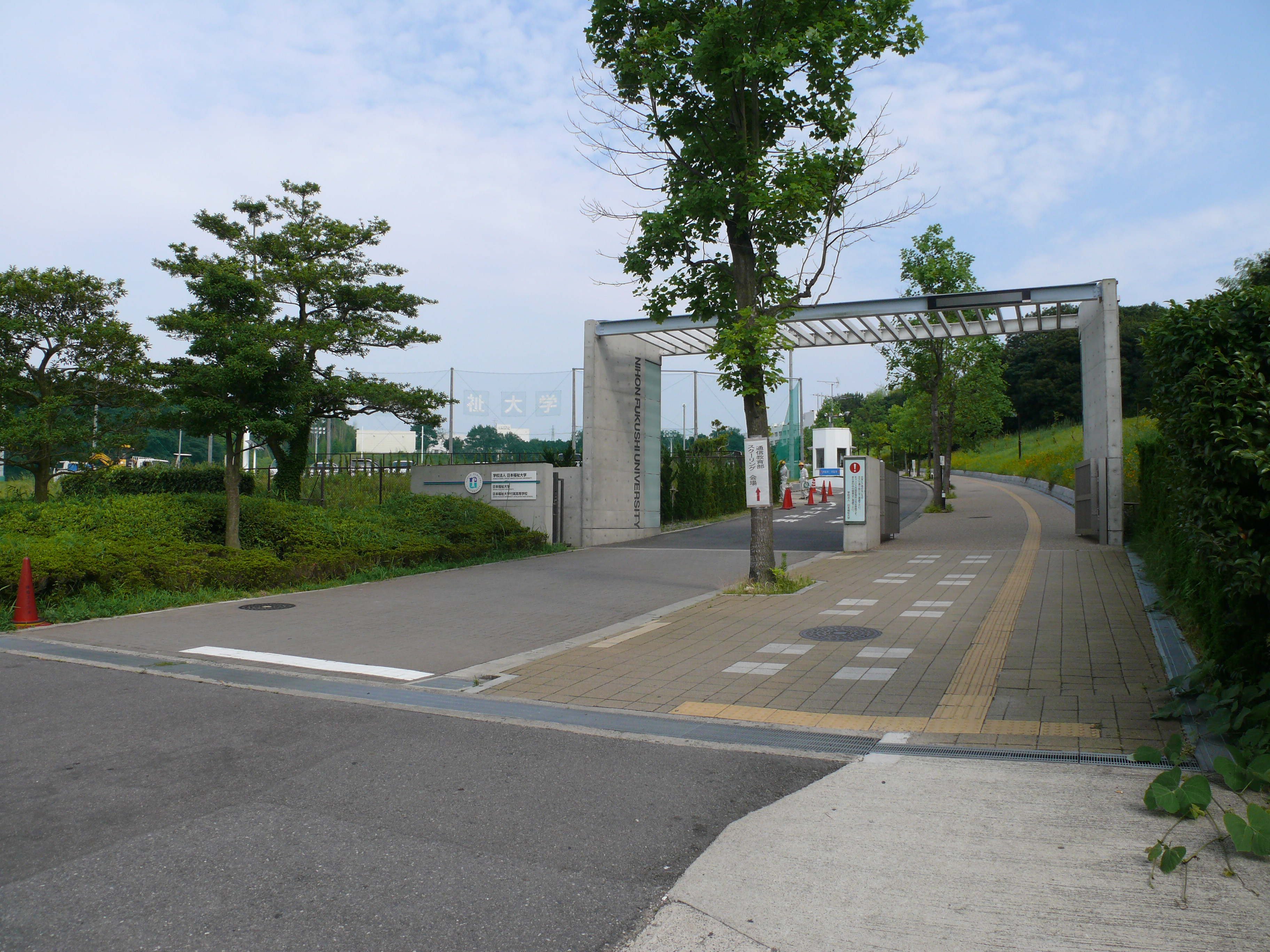
2010年に協力協定を結んだ日本福祉大学附属図書館

2006年（平成18年）10月12日には延べ貸出冊数が100万冊に達したが、100万冊目を借りたのは偶然にも冒険家の長江裕明だった。2006年度（平成18年度）の貸出冊数は約22万冊であり、全国の人口同規模自治体の中で20位以内に入った。2007年度（平成19年度）の利用者数は11.4万人であり、利用カードの登録者数は人口の50%を超えた。
2010年（平成22年）3月24日には美浜町にキャンパスを置く日本福祉大学附属図書館と協力協定を結び、両館の資料の図書館間相互貸借を円滑化させた。美浜町図書館は一般書や地域資料など約12万点を所蔵しており、日本福祉大学附属図書館は社会科学の学術書など約55万点を所蔵している。美浜キャンパスにある日本福祉大学附属図書館本館は48万点を所蔵しており、子ども発達学部があることから絵本も充実している。2010年9月には延べ入館者数が100万人を超えた。
2014年（平成26年）11月には美浜町出身の実業家である野田豊秋・まさ枝夫妻の寄付によって、大活字本や年配者向けの本を集めた野田文庫が設置された。開館15周年を迎えた2016年（平成28年）には公募によってマスコットキャラクター「美かん君」（みかんくん）を設定した。同年7月にはヤングアダルトコーナーのレイアウトを変更し、「Teen's」に改称した。

## 立地・施設

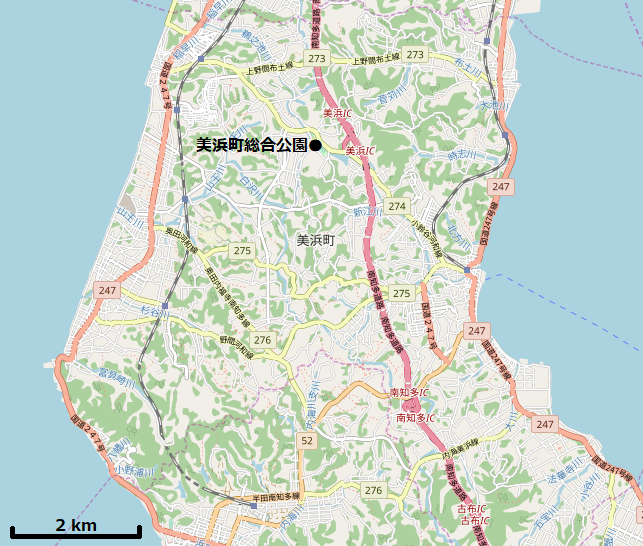
美浜町における美浜町総合公園の位置

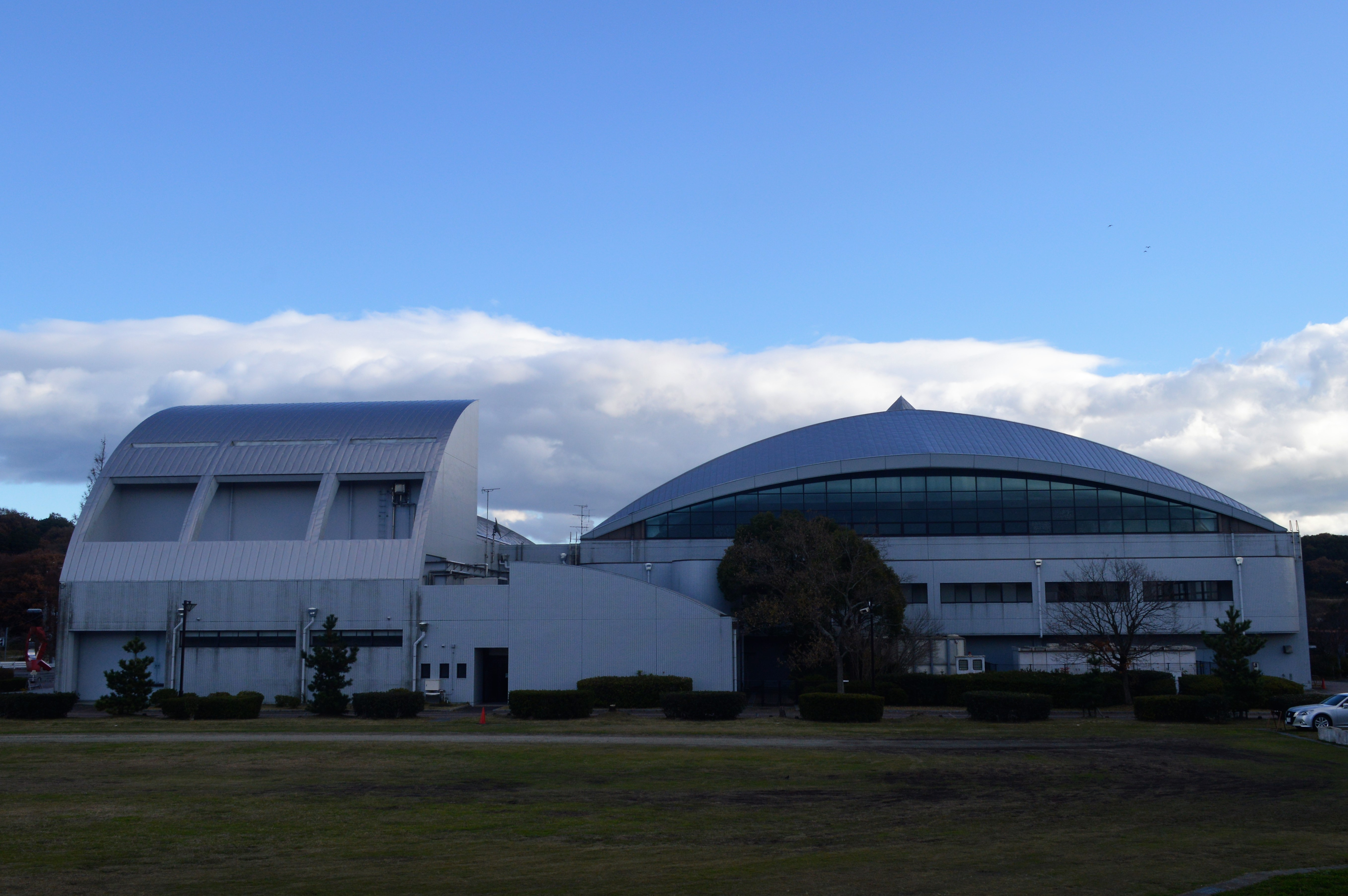
心育館に隣接する美浜町総合公園体育館

愛知県知多郡美浜町は知多半島の南部にあり、美浜町役場のある旧河和町は知多湾岸（東岸）に、日本福祉大学美浜キャンパスのある旧野間町は伊勢湾岸（西岸）にある。町の中央部は知多丘陵と呼ばれる丘陵地帯であり、両岸から等距離の丘陵に美浜町総合公園が設置された。美浜町総合公園には心育館のほかに、美浜町総合公園体育館、美浜町総合公園グランド、美浜町総合公園テニスコートがある。
図書館は河和地区・野間地区それぞれの市街地から遠く、最寄駅である名鉄河和線河和駅から約3キロメートルの距離がある。このため、2002年（平成14年）4月の図書館開館に合わせてコミュニティバス「巡回ミニバス」の運行が開始され、河和地区・野間地区それぞれから公共交通機関で図書館にアクセスする手段が確保されている。
心育館の館内は1階が2,218m2の図書館、2階が612m2の生涯学習センターとなっており、生涯学習センターの研修室からは図書館のフロアを見下ろすことができる。図書館内は「V」字型であり、入口近く（中央部）がサービスデスク、入口から向かって左側が一般書のフロア、入口から向かって右側が児童書のフロアとなっている。閲覧席は書架の外側（窓際）に集中的に配置されている。

## 利用案内
知多半島5市5町（美浜町・東海市・大府市・知多市・半田市・常滑市・東浦町・阿久比町・武豊町・南知多町）の在住・在勤・在学者、または愛知県在住者であれば館外貸出を行うことができる。2014年度の貸出者数は44,785人だったが、うち73%に相当する33,609人が美浜町在住者、15%に相当する7,088人が南知多町在住者、4%に相当する1,825人が常滑市在住者、4%に相当する1,796人が武豊町在住者だった。南知多町在住者の中でも、内海地区在住者が3,522人ともっとも多かった。
2002年（平成14年）の開館当初の開館時間は平日が「10時-20時」、休日が「10時-18時」であり、閉館時間を20時としたのは愛知県の町立図書館では初めてだった。現在の開館時間は平日・休日とも「10時-18時」である。
| 美浜町図書館の利用案内 | 美浜町図書館の利用案内 |
| ---------------------- | --- |
| 開館時間               | 10時-18時 |
| 休館日                 | 毎週月曜日、毎月最終金曜日、年末年始、特別整理期間                                                                        |
| 冊数・期間             | 図書・雑誌・紙芝居・マンガは15冊まで15日間                                                                                |
| 冊数・期間             | AV資料は3点まで15日間 |
| 貸出可能者             | 知多半島5市5町の在住・在勤・在学者 （美浜町・東海市・大府市・知多市・半田市・常滑市・東浦町・阿久比町・武豊町・南知多町） |
| 貸出可能者             | 愛知県在住者 |